# Кореизский поселковый совет
Кореизский поселковый совет (укр. Кореїзська селищна рада, крымскотат. Koreiz qasaba şurası)  — административно-территориальная единица в подчинении Ялтинского горсовета АР Крым Украины (фактически до 2014 года); ранее до 1991 года — в  составе Крымской области УССР в СССР, до 1954 года — в составе Крымской области РСФСР в СССР, до 1945 года — в составе Крымской АССР РСФСР в СССР.
В 1920-е годы был образован Кореизский сельсовет (до 1926 года). В 1930 году он был преобразован в поссовет.
Население Кореизского поселкового совета на 2012 год — 6 290 человек; площадь —  3,55 км².
К 2014 году состоял из единственного пгт Кореиз (посёлок Мисхор с 1958 года официально считается частью Кореиза, а не отдельным населённым пунктом).
На территории поссовета находятся дворец великого князя Петра Николаевича Дюльбер, Мисхорский парк, Юсуповский дворец, примыкает парк Чаир, одно из отделений винзавода «Ливадия», санатории и пансионаты, многие из которых являются памятниками истории и архитектуры.
В рамках российского административно-территориального деления Крыма, созданного в 2014 году, Кореизский поселковый совет был упразднён, а его территория входит в городской округ Ялта; в структуре администрации Ялты  создан Кореизский территориальный орган.